# Fernando Amorebieta Mardaras
Fernando Gabriel Amorebieta Mardaras (nascut a Cantaura, Anzoátegui, Veneçuela, el 21 de març de 1985) és un exfutbolista basc, que jugava com a defensa.
Va passar la major part de la seva carrera a l'Athletic Club, club amb el qual va participar en 254 partits competitius durant vuit temporades de La Lliga i va marcar quatre gols. També va competir professionalment a Anglaterra (amb el Fulham FC i Middlesbrough FC), l'Argentina i el Paraguai.
A nivell internacional, Amorebieta va jugar amb Espanya a nivell juvenil, però més tard va decidir representar el seu país de naixement, Veneçuela amb la selecció absoluta, i va presentar la nació a la Copa Amèrica 2015.

## Trajectòria
El maig del 2013 es va fer oficial el seu fitxatge pel Fulham FC. El jugador va firmar un contracte de quatre temporades amb l'equip anglès després de no renovar amb l'Athletic Club, equip en què s'havia format.
L'estiu del 2004 va guanyar la Eurocopa sub-19 amb la selecció espanyola. El 2 de setembre del 2011 va debutar amb la selecció absoluta del seu país natal, Veneçuela. Va ser en un partit amistós contra la selecció argentina a l'Índia. El seu debut oficial amb la selecció vinotinto també va ser contra l'Argentina en un partit de Classificació de la Copa del Món de futbol del Brasil, en aquell partit va fer, a més a més, el gol de la victòria.